# (2997) Cabrera
(2997) Cabrera (1974 MJ) – planetoida z grupy pasa głównego asteroid okrążająca Słońce w ciągu 4,09 lat w średniej odległości 2,56 j.a. Odkryta 17 czerwca 1974 roku.